# Stepped Up and Scratched
Stepped Up and Scratched es un álbum Remix de la banda británica de Metalcore Asking Alexandria. Después de muchos lanzamientos programados retrasados, fue lanzado a la venta el 21 de noviembre de 2011 por Sumerian Records. El álbum contiene varios remixes de Borgore, Sol Invicto, Celldweller, Big Chocolate y KC Blitz, entre otros. Llegó al puesto número 15 del Billboard en la categoría Digital Albums.

## Lista de canciones.
| Edición estándar |                                                                                           |          |  |
| N.º              | Título                                                                                    | Duración |  |
| 1.               | «A Single Moment of Sincerity (KC Blitz remix)»                                           | 4:33     |  |
| 2.               | «Another Bottle Down (Tomba Remix)»                                                       | 4:09     |  |
| 3.               | «Reckless & Relentless Document (One remix)»                                              | 5:18     |  |
| 4.               | «I Was Once, Possibly, Maybe, Perhaps a Cowboy (King Robotsonics remix)»                  | 5:31     |  |
| 5.               | «To The Stage (Bare Remix)»                                                               | 3:29     |  |
| 6.               | «A Lesson Never Learned (Celldweller remix)»                                              | 3:45     |  |
| 7.               | «The Final Episode (Let's Change the Channel) (Borgore remix)»                            | 4:12     |  |
| 8.               | «A Candlelit Dinner with Inamorta (RUN DMT remix)»                                        | 4:14     |  |
| 9.               | «If You Can't Ride Two Horses at Once... You Should Get Out of the Circus (Noah D remix)» | 3:53     |  |
| 10.              | «I Used to Have a Best Friend (But Then He Gave Me an STD) (Big Chocolate remix)»         | 4:45     |  |
| 11.              | «Dear Insanity (Revaleso remix)»                                                          | 4:38     |  |
| 12.              | «Not the American Average (J.Rabbit remix)»                                               | 4:55     |  |
| 13.              | «Morte et Dabo (Sol Invicto remix)»                                                       | 5:26     |  |
| 14.              | «Closure (Mecha remix)»                                                                   | 4:11     |  |
| 15.              | «A Prophecy (Big Chocolate remix)»                                                        | 4:27     |  |
| 16.              | «A Lesson Never Learned (Sol Invicto Remix)»                                              | 4:41     |  |